# Smodicinodes hupingensis
Smodicinodes hupingensis är en spindelart som beskrevs av Tang, Yin och Peng 2004. Smodicinodes hupingensis ingår i släktet Smodicinodes och familjen krabbspindlar. Inga underarter finns listade i Catalogue of Life.